# Caribophyllum necopinum
Caribophyllum necopinum är en insektsart som beskrevs av Rehn, J.A.G. 1947. Caribophyllum necopinum ingår i släktet Caribophyllum och familjen vårtbitare. Inga underarter finns listade i Catalogue of Life.